# Акгюн, Омер
Омер Акгюн (тур. Ömer Akgün; род. 15 февраля 1982, Диджле, Диярбакыр) — турецкий стрелок, специализирующийся на стрельбе из пневматической винтовки с 10 метров. Участник Олимпийских игр, чемпион и бронзовый призёр Игр исламской солидарности. Многократный чемпион Турции.

## Биография
Омер Акгюн родился 1 января 1982 года.
В семье Акгюна насчитывается 13 стрелков, многие из которых выигрывали какие-либо турниры. Семья Акгюна родом из Диджле провинции Диярбакыр, расположенной на юго- востоке Турции
На решение Акгюна заняться стрельбой повлиял его старший брат. Омер стал заниматься этим видом спорта в 1996 году.

## Карьера
Он является членом теннисного и стрелкового клуба из Диярбакыра.
Омер Акгюн выиграл золотую медаль в стрельбе из пневматической винтовки с 10 метров и бронзовую медаль в аналогичном командном турнире смешанных команд на Играх исламской солидарности 2017 года в Баку.
Акгюн участвовал в Средиземноморских играх 2018 года, которые проходили в испанской Таррагоне. На чемпионате Турции занял второе место с суммарным результатом 865,7 очков. 
В 2020 году выиграл чемпионат Турции, набрав 626,2 очка в квалификации и 249 в финале.
В 2021 году выиграл чемпионат Турции, набрав 628,4 очка в квалификации и 246,3 в финале.
Он установил национальный рекорд, набрав 630,1 балла на чемпионате Европы 2020 года, который проходил во Вроцлаве, в стрельбе с 10 метров из пневматической винтовки. Благодаря этому достижение он получил право представлять Турцию на летних Олимпийских играх 2020 года в Токио, которые были перенесены на 2021 год из-за пандемии коронавируса. При этом Акгюн стал первым турецким спортсменом, который выступит в этой дисциплине.